# Гваймар I (князь Салернський)
Гваймар I (†901), князь Салернський (880—901), син князя Гвайфера та Ланделайки, дочки графа Капуї Ландо I.
Звертався по допомогу до імператора священної Римської імперії Карла II проти сарацинів у 877, однак Карл нічого не вдіяв. Сарацини осіли в Агрополі в 881 та стали загрожувати князівству. Крім цього, Гваймар був змушений боротися з герцогом-єпископом Неаполітанським Атанасієм, який став правити Капуєю, номінальним васалом Салерно. У 886 він разом з графом Капуанським Ландо II здійснив подорож до Константинополя, де склав присягу Візантії і повернувся у 887 з титулом патриція.
Беневентське князівство підпало під контроль Візантії у той час, коли Гваймар одружився з Ітті, дочкою герцога Сполетського Гі II. Гі за допомогою Гваймара відвоював Беневенто у 895. Ця подія сприяла зміцненню престижу Гваймара. З невідомих причин він мав намір убити гастальда Авелліно Адельферія, проте був ним полонений разом з дружиною. Гі поспішив на допомогу, обложив місто та звільнив Гвайфера.
У 893 Гваймар призначив свого сина, також Гваймара, співкнязем для того, щоб він правив князівством у час його відсутності. Бл. 900 неаполітанська партія в Салерно підняла бунт проти князів на користь Атанансія, проте не досягла успіху. Після цього Гваймар II, як і його батько раніше, постригся у ченці та вступив до монастиря в Сан Массімо, де і помер в 901. Хроніки описують його як деспотичного правителя, що не мав популярності серед підданих, на відміну від його батька Гвайфера.